# Wikipedia en chino min nan
La Wikipedia en chino min nan (Pe̍h-ōe-jī: Wikipedia Bân-lâm-gú) u Holopedia es la edición de Wikipedia en ese idioma. Es la segunda Wikipedia más grande en una variedad de chino, después del mandarín. Escrito en Pe̍h-ōe-jī, utiliza principalmente el dialecto taiwanés de Hokkien. Actualmente cuenta con 433 632 artículos.

## Historia
La Wikipedia en chino min nan fue fundada como un proyecto independiente conocido como Holopedia (una referencia a Hō-ló-oē, un nombre coloquial para el dialecto) por los wikipedistas Pektiong (Tân Pe̍k-tiong) y Kaihsu (Tè Khái-sū) en 2003. Luego se hizo una solicitud en el Meta-Wiki de la Fundación Wikimedia para crear el proyecto Wikipedia para este idioma.

## Código ISO
En el momento de la creación, no había un código ISO 639 para el chino min nan, por lo que los fundadores decidieron utilizar "zh-min-nan", que se había registrado como una etiqueta de idioma IETF. Actualmente hay un código ISO para el chino min nan (nan) y el dominio http://nan.wikipedia.org redirige a http://zh-min-nan.wikipedia.org/.
Wikipedia en chino min nan es la única Wikipedia que tiene dos guiones en el código, aunque "be-x-old" se usaba anteriormente para la Wikipedia en bielorruso en la ortografía clásica.
En agosto de 2015, los wikipedistas de Wikipedia en chino min nan llegaron a un nuevo consenso para usar oficialmente "nan" como código de idioma; sin embargo, a 2021, el consenso aún no se ha ejecutado.